# Song and Legend
Song and Legend — дебютный студийный альбом британской группы Sex Gang Children, выпущенный в 1983 году. Диск занял первое место в независимом чарте Великобритании..

## Об альбоме
Song and Legend является первым альбомом группы который переиздан в формате коллекционного издания с бонусными треками и другими дополнениями.

When the album was originally released in 1983 it reached number 1 in the indie album chart and stayed in that chart for 17 weeks. This will be the first time that the album is on CD and it contains four bonus tracks 'Sebastiane', 'Shout & Scream', 'Song & Legend' & 'Die Traube'. CD booklet packaging will have extensive sleeve notes, rare photographs and a complete discography of the band.— Cherry Red Records. 2005

## Список композиций
- Все песни написаны Энди Сексгангом, за исключением отмеченных.

1. «The Crack Up» (Дэйв Робертс) — 3:42
2. «German Nun» (Робертс) — 3:08
3. «(Chant) State of Mind» (Робертс) — 3:30
4. «Sebastiane» — 3:14
5. «Draconian Dream» (Робертс) — 3:59
6. «Shout and Scream» (Робертс) — 3:30
7. «Killer K» — 3:15
8. «Cannibal Queen» — 2:01
9. «Abyss» — 2:24
10. «Kill Machine» — 2:00
11. «Song and Legend» (Терри МакЛи) — 3:48
12. «Dream Reprise» — 3:02

Бонус-треки CD-издания
1. «Shout and Scream» (Acoustic Version) — 4:49
2. «Sebastiane» (Acoustic Version) — 4:39
3. «Song and Legend» (Acoustic Version) — 5:18

## Участники записи
- Энди Сексганг — вокал, гитара, акустическая гитара
- Терри МакЛи — гитара, бэк-вокал
- Дэйв Робертс — бас-гитара, испанская гитара, бэк-вокал
- Роб Страуд — ударные
- Джинни Хьюз — скрипка на «Sebastiane»
- Тони Джеймс — продюсер
- Кен Томас — инженер

## Примечании
1. ↑  Song and Legend на Discogs.com. Дата обращения: 30 января 2012. Архивировано 14 января 2012 года.
2. ↑  BASTARD ART Архивировано 11 августа 2012 года.
3. ↑  Lazell, Barry (1997) Indie Hits 1980—1989, Cherry Red Books, ISBN 0-9517206-9-4